# Stato maggiore

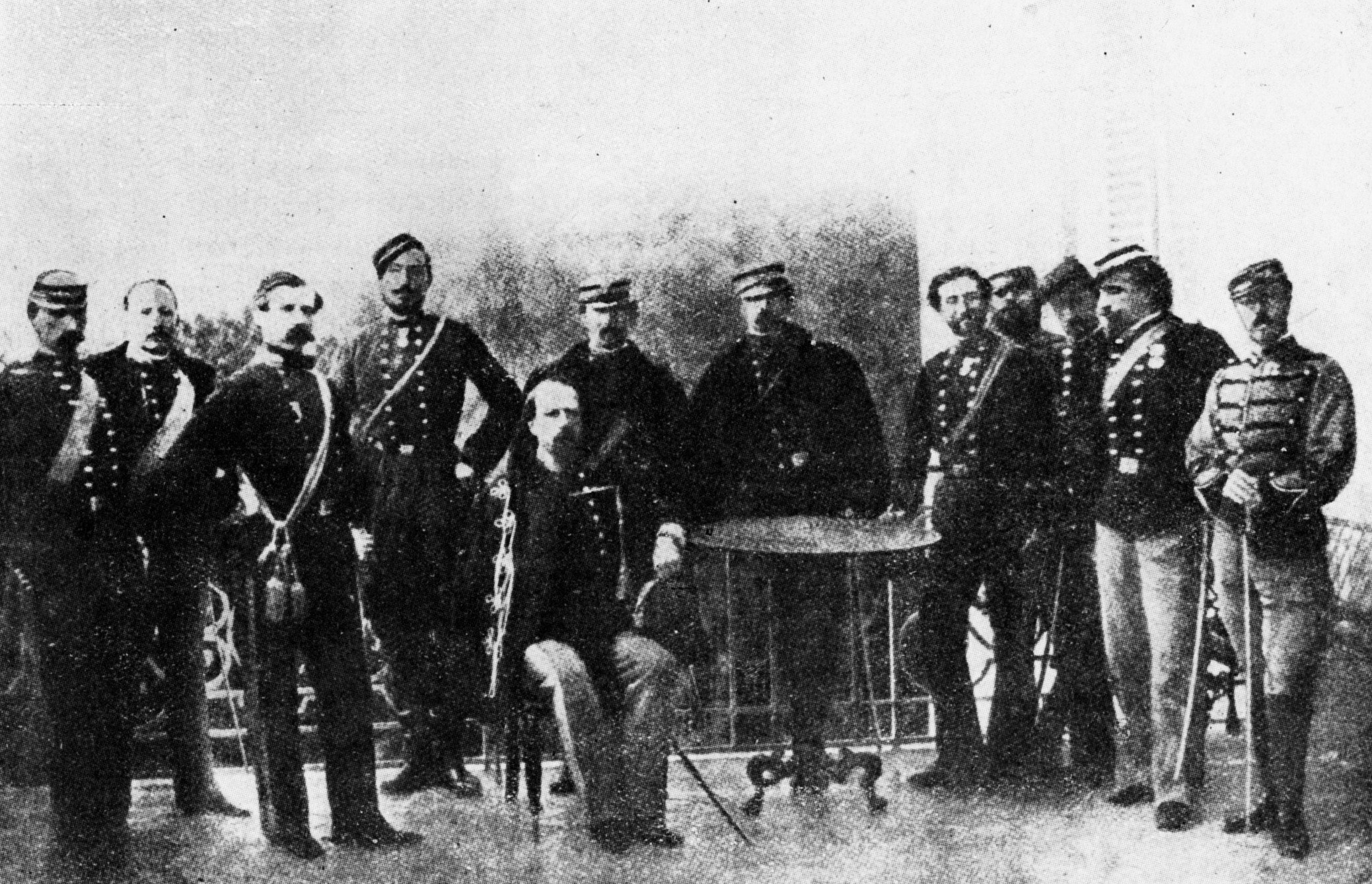
Lo stato maggiore del generale Cialdini, del 4º corpo d'armata, nel 1860

Uno stato maggiore (locuzione derivata dal francese état-major) in ambito militare indica, in generale,  un organismo incaricato di assistere e consigliare un dirigente.
È una dizione tipica dell’ambiente militare che indica un organismo posto alle dirette dipendenze del comandante di una grande unità militare (anche una Forza armata). Si tratta di un gruppo di ufficiali, di militari e anche personale civile, che servono il comandante nel comando e controllo del reparto, attraverso la pianificazione, l'analisi e la raccolta di informazioni, nonché trasmettendo, coordinando e supervisionando l'esecuzione dei loro piani e ordini, specialmente in caso di operazioni complesse simultanee e in rapida evoluzione.

## Funzioni
Caratteristiche peculiari di uno stato maggiore sono la specializzazione delle sue componenti e la sinergia spinta con cui vengono portate avanti le varie attività al suo interno.
Generalmente, le funzioni possono essere così riassunte:
- nel processo di formazione della decisione, lo consiglia e lo assiste effettuando le opportune ed approfondite analisi di situazione, al termine delle quali vengono espresse considerazioni e proposte che vengono sottoposte alla sua approvazione dopo adeguato coordinamento tra tutti gli organi aventi causa. Tale processo avviene mediante la forma documentale dell’“Appunto”, che fa parte dei documenti del servizio dello stato maggiore;
- una volta che la decisione è stata presa, esercita un’attività di "controllo di gestione" sui conseguenti processi che vengono messi in atto, allo scopo di verificare che la loro attuazione avvenga in stretta ottemperanza con la decisione del Comandante / responsabile degli organismi.

## Nel mondo
Dal XVI secolo iniziò a essere utilizzato l'aiutante di campo, giovane ufficiale al servizio del comandante dell'unità, con il ruolo anche di portaordini. 

### Francia
Nella Francia rivoluzionaria, il 5 settembre 1790, l'Assemblea nazionale costituente istituì il Corpo degli aiutanti di campo. 
La locuzione "stato maggiore" ebbe inizialmente uso nell'esercito napoleonico e da lì adottata negli eserciti continentali. Il primo capo di stato maggiore fu nel 1795 il generale Louis Alexandre Berthier, nell'Armata di Francia in Italia.

### Commonwealth

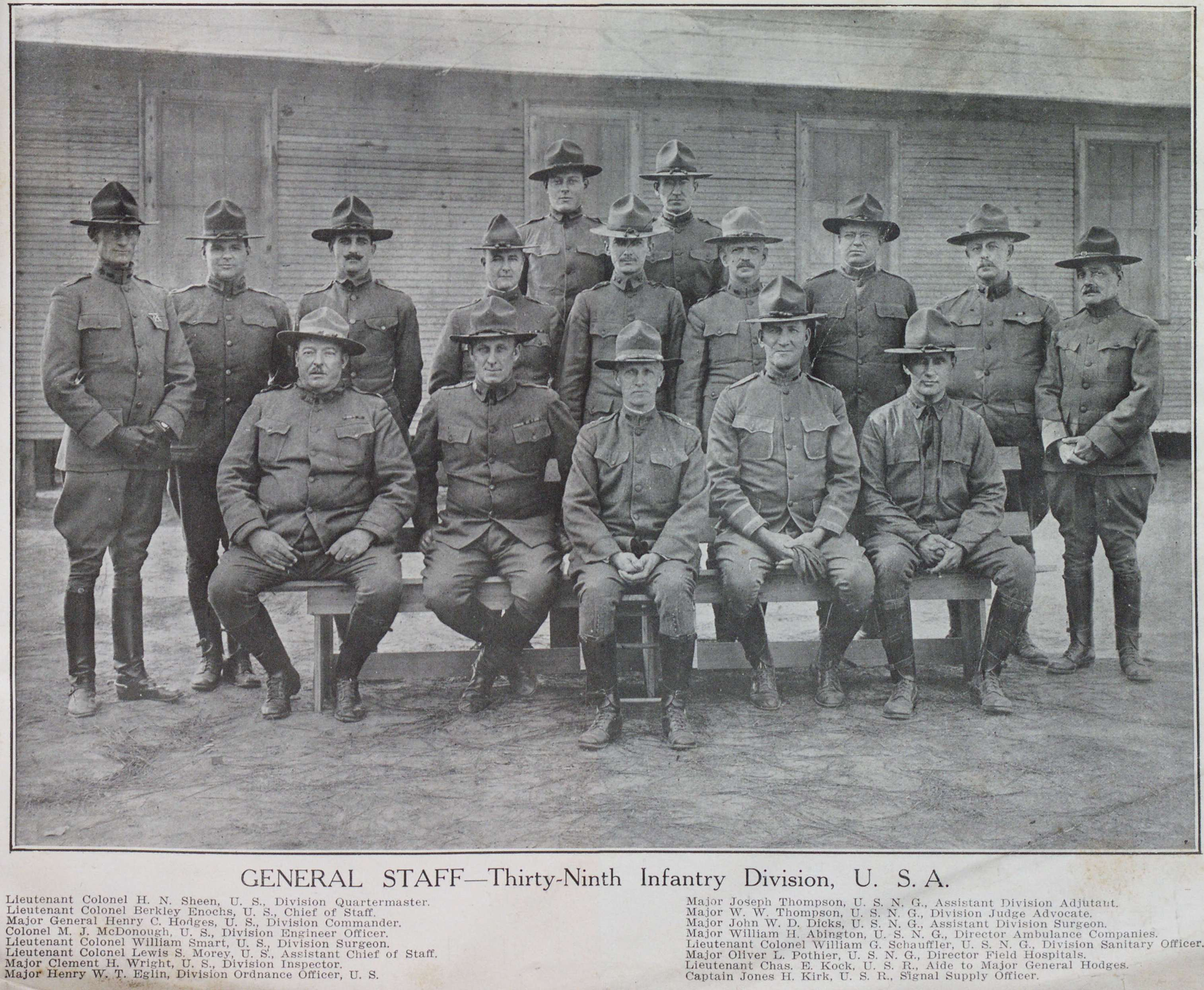
Lo stato maggiore della 39ª divisione di fanteria USA nel 1918

Nei paesi anglosassoni e del Commonwealth (e in ambito Nato) è denominato military staff o general staff.

### Italia
Uno stato maggiore può trovare collocazione sia nell’Organizzazione centrale della difesa che in quella operativa e periferica delle forze armate italiane.
- fanno parte della prima categoria lo stato maggiore della Difesa, gli Stati Maggiori di ciascuna Forza Armata e i comandi generali dei Carabinieri e della Guardia di Finanza. Contrariamente a quanto si pensa, al vertice operativo dello stato maggiore non c’è il Capo di stato maggiore (figura che, invece, si trova al vertice dell’intera organizzazione della propria Forza Armata) ma il Sottocapo di stato maggiore, con il grado di generale di Corpo d’Armata o gradi corrispondenti (discorso a parte meritano Arma dei Carabinieri e Guardia di Finanza, dove lo stato maggiore è del Comando Generale ed è diretto dal Capo di stato maggiore, che può essere generale di divisione). Lo stato maggiore è organizzato per reparti (diretti generalmente da un generale di divisione o gradi corrispondenti), uffici (diretti da un colonnello o gradi corrispondenti) e sezioni (dirette da un tenente colonnello, o parigrado). Di norma, uno stato maggiore a livello centrale è organizzato su diversi reparti (personale, sicurezza, pianificazione, logistica, affari generali, telecomunicazioni ed informatica);
- della seconda categoria fanno, invece, parte gli organi di staff del comandante del Comando operativo di vertice interforze e dei comandanti delle grandi unità (a partire dal livello di brigata) dislocate sia sul territorio nazionale che fuori area. Sono diretti da ufficiali superiori o generali, di grado immediatamente inferiore a quello del comandante, direttore del comando, ente.

#### Organizzazione
Sono organizzati in modo analogo ai precedenti, con i reparti denominati come di seguito specificato:
- prefisso che indica la forza armata cui l’unità appartiene:
  - J (Joint, congiunto cioè interforze) identifica il reparto di uno stato maggiore interforze quale ad es. il Comando Operativo di Vertice Interforze;
  - G (Ground, terrestre) identifica il reparto dello stato maggiore di un comando dell’organizzazione operativa o periferica dell’Esercito Italiano;
  - N (Navy, marittimo) identifica il reparto dello stato maggiore di un comando dell’organizzazione operativa o periferica della Marina Militare e/o di un’unità navale;
  - A (Air, aeronautico) identifica il reparto dello stato maggiore di un comando dell’organizzazione operativa o periferica dell’Aeronautica Militare;
  - S (Staff, terrestre) identifica posizioni all’interno di un comando di reggimento o battaglione autonomo e unità equivalenti (gruppo, gruppo squadroni);
- numero che indica il settore di attività:
  - 1: personale;
  - 2: informazioni e sicurezza;
  - 3: operazioni;
  - 4: logistica;
  - 5: pianificazione operativa;
  - 6: comunicazioni e sistemi informativi;
  - 7: addestramento ed esercitazioni;
  - 8: affari finanziari;
  - 9: COCIM (Cooperazione Civile - Militare).

A titolo esemplificativo, pertanto, un ufficiale della divisione J4 si occuperà di logistica nell’ambito dello stato maggiore del Comando operativo di vertice interforze.

#### Personale
Possono far parte di tali organizzazione soltanto ufficiali provenienti dai ruoli normali della Forza armata, con adeguata preparazione ed esperienza professionale, che hanno frequentato con successo i corsi di stato maggiore organizzati dalle Forze armate. 
Per l’impiego presso lo stato maggiore della Difesa, formato da ufficiali delle quattro forze armate (come nel COVI), è richiesto, inoltre, il "titolo ISSMI", ottenuto al termine della frequenza del corso superiore di stato maggiore Interforze presso l’omologo Istituto Superiore di stato maggiore Interforze, inserito nell’ambito del Centro Alti Studi per la Difesa. Tali ufficiali sono coadiuvati nell’incarico da sottufficiali e militari di truppa con profilo professionale caratterizzato da elevato costante rendimento nel corso della carriera;

La caratteristica che accomuna gli ufficiali di stato maggiore è l’estrema preparazione specifica nei campi di rispettiva competenza, che ne fanno i "massimi esperti" militari nella materia di riferimento.

#### Gli SM delle Forze armate italiane
- Stato maggiore della Difesa
- Stato maggiore dell'Esercito italiano
- Stato maggiore della Marina
- Stato maggiore dell'Aeronautica Militare
- Stato maggiore dell'Arma dei Carabinieri
- Comando generale della Guardia di Finanza